# Nordische Fußballmeisterschaft der Frauen 1976
Die Nordische Fußballmeisterschaft 1976 für Frauenfußballnationalteams fand zwischen dem 9. und 11. Juli in Schweden statt. Den Wettbewerb, welcher zum dritten Mal ausgetragen wurde, konnte Titelverteidiger Dänemark zum dritten Mal in Folge gewinnen.

## Modus
Die drei teilnehmenden Mannschaften spielten nach dem Modus „jeder gegen jeden“ den Turniersieger aus, wobei jedes Team jeweils einmal gegen jedes andere spielte. Die Mannschaft, die nach Abschluss aller Spiele die meisten Punkte beziehungsweise bei Punktgleichheit das bessere Torverhältnis aufwies, wurde Turniersieger.

## Spielergebnisse
| Pl. | Land     | Sp. | S | U | N | Tore    | Diff. | Punkte |
| --- | -------- | --- | - | - | - | ------- | ----- | ------ |
| 1.  | Dänemark | 2   | 2 | 0 | 0 | 002:000 | +2    | 04:0   |
| 2.  | Schweden | 2   | 1 | 0 | 1 | 004:200 | +2    | 02:20  |
| 3.  | Finnland | 2   | 0 | 0 | 2 | 001:500 | −4    | 0:40   |

|                          |   |          |     |
| 9. Juli 1976 in Fristad  |   |          |     |
| Dänemark                 | – | Finnland | 1:0 |
| 10. Juli 1976 in Öxabäck |   |          |     |
| Finnland                 | – | Schweden | 1:4 |
| 11. Juli 1976 in Borås   |   |          |     |
| Dänemark                 | – | Schweden | 1:0 |

## Torschützenliste
| Platz | Spieler              | Tore |
| ----- | -------------------- | ---- |
| 1     | Ann Jansson          | 02   |
| 2     | Annette Frederiksen  | 01   |
| 2     | Anne Grete Holst     | 01   |
| 2     | Marketta Hartikka    | 01   |
| 2     | Karin Åhman-Svensson | 01   |
| 2     | Mona Åhman           | 01   |